# Termodynamika

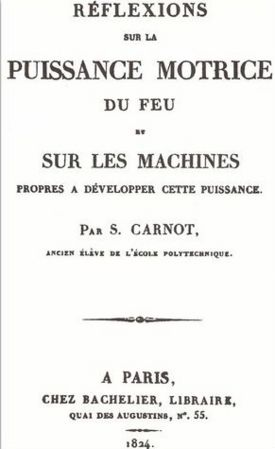
Titulní strana klíčové práce Sadiho Carnota o termodynamice s titulem: Réflexions sur la puissance motrice du feu, et sur les machines propres à developper cette puissance

Termodynamika je obor fyziky, který se zabývá procesy a vlastnostmi látek a polí spojených s teplem a tepelnými jevy; je součástí termiky. Vychází přitom z obecných principů přeměny energie, které jsou popsány čtyřmi termodynamickými zákony (z historických důvodů číslovány nultý až třetí). Termodynamika se dále dělí na studium rovnovážných a nerovnovážných procesů. Historicky byl vývoj termodynamiky veden touhou zvýšit efektivitu prvních parních strojů, čímž se zabývala klíčová práce Úvahy o hybné síle ohně francouzského fyzika Sadiho Carnota, často nazývaného otcem termodynamiky. O další rozvoj termodynamiky se zasadila formulace prvního a druhého zákona termodynamiky, na nichž se podíleli především William Thomson, pozdější lord Kelvin, Rudolf Clausius a William Rankine. Samotný termín termodynamika je prvně doložen v roce 1849 v práci lorda Kelvina.

## Obecný úvod
Termodynamika zkoumá vzájemné vztahy mezi veličinami, které charakterizují makroskopický stav systému a změny těchto veličin při fyzikálních dějích, obvykle spojených s výměnou tepla s okolím soustavy. Mnohé z vlastností látky lze objasnit bez dokonalé znalosti její vnitřní struktury. Termodynamika byla využívána ještě dříve, než byla známa kinetická teorie látek. Vycházelo se z několika axiomaticky vyslovených (a experimentálně potvrzených) pouček, které, v souvislosti se známými vlastnostmi látek, posloužily k odvození dalších vlastností a vztahů. Tento přístup se nazývá fenomenologický. Stav látky se popisuje pomocí tzv. stavových veličin a rovnic, které určují vztahy mezi jednotlivými stavovými veličinami.
Mezi významnými oddíly termodynamiky můžeme jmenovat např. termochemii, která se zabývá tepelnými jevy při chemických reakcích, dále energetiku, teorii vratných dějů, teorii nevratnosti a entropie, termodynamiku fázových přeměn, či termodynamiku záření.
Příbuzným fyzikálním oborem je statistická fyzika, která objasňuje podstatu termodynamických vztahů na základě zákonitostí chování velkého množství částic studovaného metodami teorie pravděpodobnosti, přičemž vychází z předpokladů kinetické teorie látek, která je důležitou částí molekulové fyziky. Součástí termiky je vedle termodynamiky i termokinetika, zabývající se vedením a přestupem tepla.
Rozsáhlejším příbuzným oborem je fyzikální chemie, která vedle termodynamiky obsahuje i fyzikální kinetiku studující dynamiku dějů na mikroskopické úrovni a její makroskopické důsledky (rychlosti průběhu reakcí).

### Historie
V roce 1821 se Nicolas Léonard Sadi Carnot seznámil v Magdeburku s parním strojem a jeho fyzikální model se pokoušel v následujících letech formulovat. Své závěry publikoval v roce 1824 v díle Úvahy o hybné síle ohně (Réflexions sur la Puissance Motrice du Feu). Popsal v něm cyklus stroje, kde probíhá ohřívání, expanze, ochlazení a opětné stlačení ideálního plynu, dnes známý jako Carnotův cyklus. Díky tomuto dílu je tento francouzský fyzik považován za zakladatele termodynamiky.
Rudolf Clausius upřesnil Carnotův výklad, formuloval první a druhý zákon termodynamiky (1850), zavedl pojem kruhových (1854), nevratných procesů (1862) a entropie (1865). Dokázal význam termodynamické metody v teorii elektrických jevů, např. u elektrolýzy, polarizace dielektrik a v termoelektřině.
Termodynamiku dále obohatili Kelvin, Rankine, Gibbs, Nernst a Planck. První jmenovaný – William Thomson známý jako lord Kelvin se již ve svých 22 letech stal profesorem „přírodní filozofie“ na univerzitě v Glasgowě, kde zůstal až do své smrti. Ve svých 24 letech zavedl pojem absolutní teploty a teplotní stupnici, dnes po něm pojmenovanou. Podařilo se mu v roce 1851 formulovat samostatně druhý zákon termodynamiky a zasazoval se o použití metod termodynamiky ve všech oblastech fyziky. V roce 1853 objevil s Joulem jev, který se dnes nazývá Joulův–Thomsonův a využívá se ke zkapalňování plynů. Teorie tohoto jevu se stala základem termodynamiky nevratných procesů. Odvodil také relace pro závislost teploty varu kapalin na tlaku par a na dalších parametrech (1870).

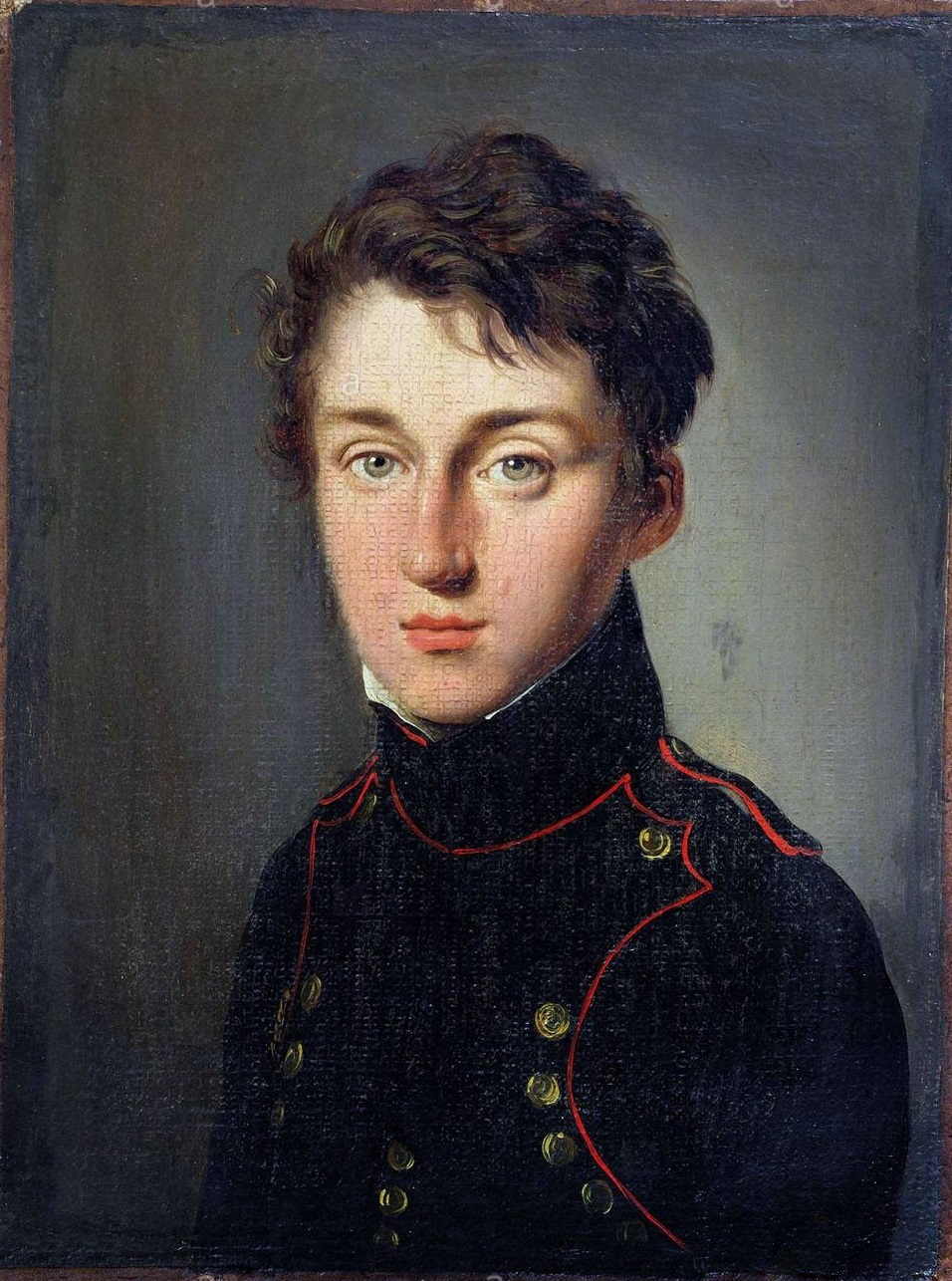
Sadi Carnot (1796–1832)
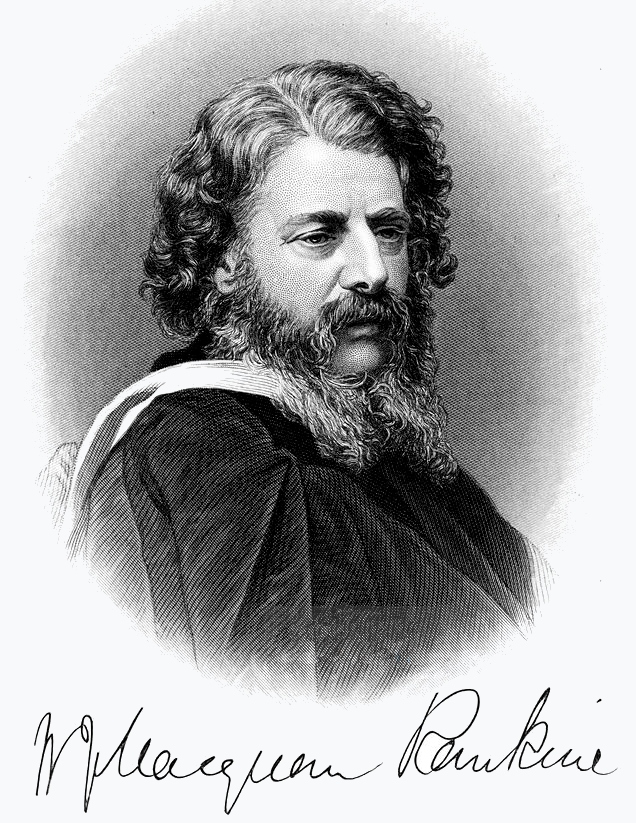
William Rankine (1820–1872)
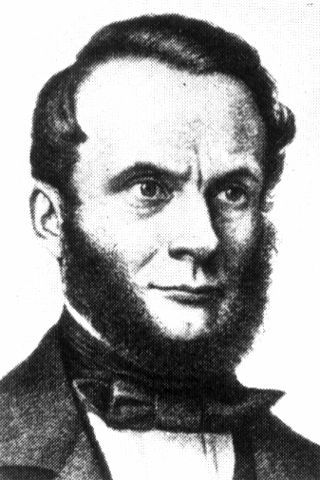
Rudolf Clausius (1822–1888)
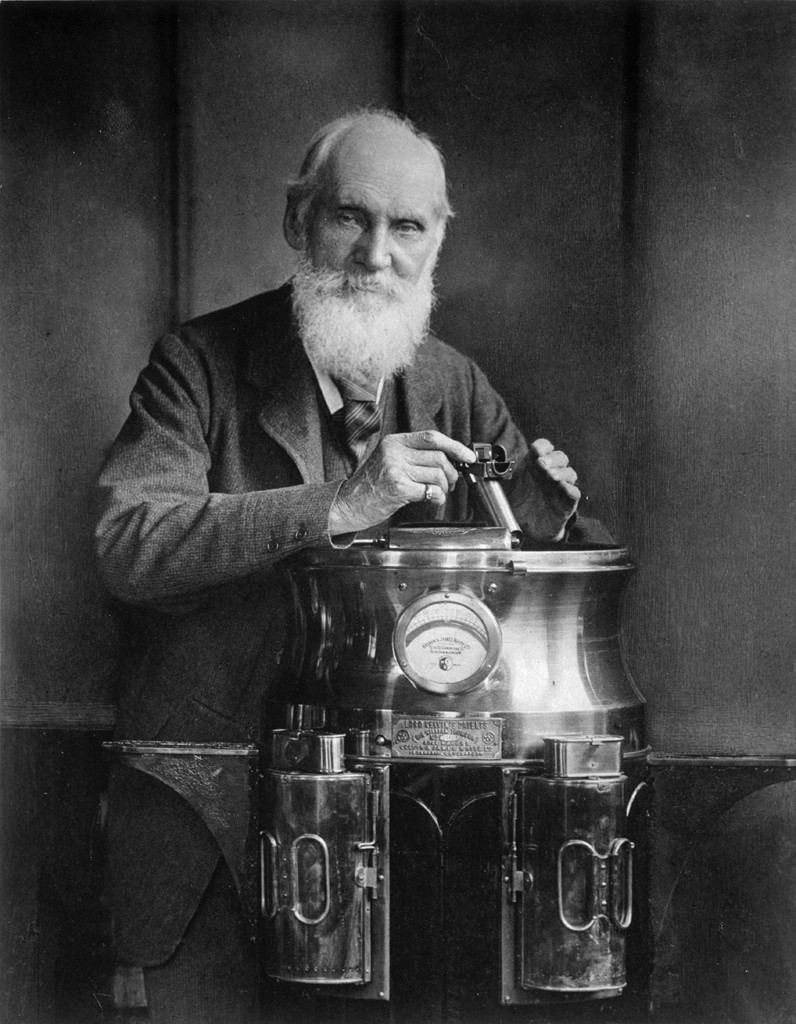
William Thomson (1824–1907)
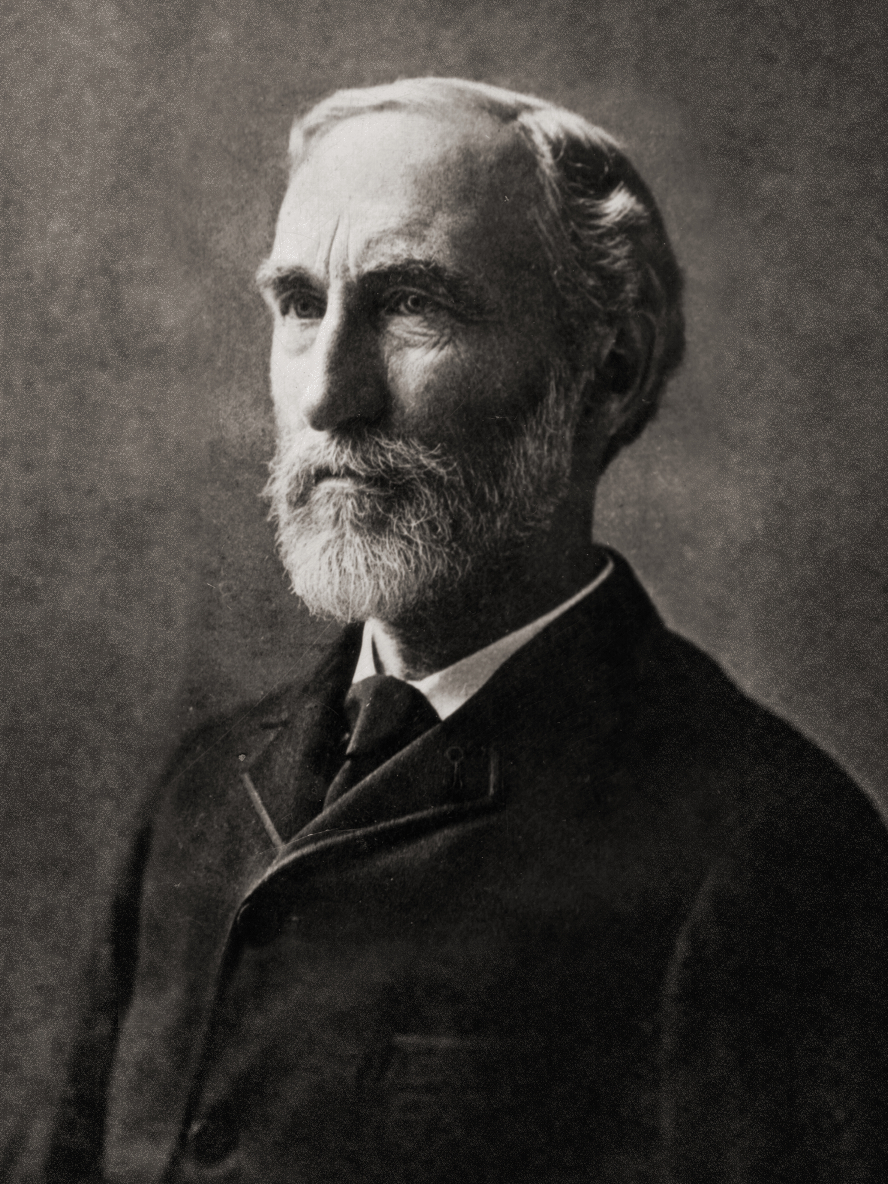
Josiah Willard Gibbs (1839–1903)
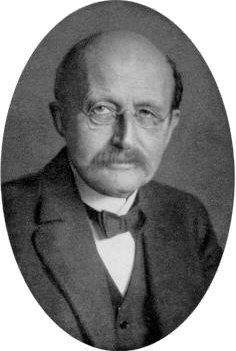
Max Planck (1858–1947)

Dalším průkopníkem v oblasti termodynamiky a statistické fyziky byl Američan Josiah Willard Gibbs, který přišel na teorii termodynamických potenciálů a odhalil světu pravidlo o koexistenci fází. Bohužel jeho mimořádná skromnost způsobila, že své práce publikoval jen v nevýznamných místních časopisech, takže jeho objevy nebyly před rokem 1892 vůbec známy.
O vnitřní energii a entropii látek v okolí absolutní nuly a o její nedosažitelnosti vyslovil Walther Hermann Nernst třetí zákon termodynamiky (1905). Nernst byl špičkou oboru ve výzkumu nízkých teplot, ale působil též jako konstruktér různých přístrojů (např. Nernstovy lampy). Společně s Ostwaldem, van't Hoffem a Arrheniem byl Nernst jedním ze zakladatelů moderní chemické termodynamiky.
Nernstovo znění třetího zákona termodynamiky dále zobecnil Max Planck (1910). Ten se ostatně podílel i na formulaci prvního a druhého zákona termodynamiky a zasadil se o zdůraznění významu pojmu entropie, kterýžto pojem zavedl R. Clausius. Planck při svých snahách vypracovat termodynamiku záření dospěl ke svému slavnému zákonu o vyzařování černého tělesa, který byl jedním ze základních kamenů kvantové teorie.

### Etymologie
Etymologie slova termodynamika má složitou historii. Zprvu bylo psáno ve formě se spojovníkem jako adjektivum (termo-dynamických) a v letech 1854 až 1868 jako podstatné jméno termo-dynamika reprezentovalo vědu o zobecněných tepelných strojích. Slovo termodynamika je odvozeno z řeckých slov θέρμη čti [termé], což znamená teplo, a δύναμις čti [dynamis], což znamená moc i sílu. Pierre Perrot tvrdí, že termín termodynamika byl vytvořen v roce 1858 Jamesem Joulem pro pojmenování vědy o vztazích mezi teplem a energií. Joule ale nikdy tento termín neužil, místo toho používal termín dokonalý termo-dynamický stroj s odkazem na Thomsonovu frazeologii z r. 1849. V r. 1858 je již termín termo-dynamika jako ustálený pojem používán v článku William Thomsona „An Account of Carnot's Theory of the Motive Power of Heat“.

## Klíčové termodynamické pojmy a veličiny
Pro formulaci termodynamických zákonů a k popisu termodynamických jevů jsou důležité následující veličiny:
- teplota – v obecném pojetí nebo častěji jako termodynamická teplota
- teplo
- práce – v obecném pojetí, nejčastěji objemová práce
- energie – je v termodynamice klíčovým pojmem a proto se podle vnějších a vnitřních parametrů a stupňů volnosti termodynamického systému rozlišují a přesně definují různé „druhy“ zvané termodynamické potenciály; nejběžnějšími jsou vnitřní energie, entalpie, Helmholtzova volná energie a Gibbsova energie (též zvaná volná entalpie)
- entropie (zavedená termodynamicky)
- chemický potenciál.

Vedle těchto veličin jsou potřeba i další veličiny pro popis konkrétních termodynamických systémů.

## Základní zákony a postuláty termodynamiky
Termodynamika je založena na šesti postulátech, které byly formulovány zobecněním pozorovaných a experimentálních faktů. Prvním je postulát o přechodu systému do rovnovážného stavu. Druhým postulátem je tvrzení, že vnitřní energie systému je extenzivní veličinou. Další čtyři postuláty se z historických důvodů nazývají větami termodynamickými (zkrácením z termínu "hlavní věta" = "Hauptsatz" užitého v prvním českém textu Záviškově), vhodnější je zákony nebo principy termodynamiky, protože větou se má nazývat tvrzení, které lze v rámci daného oboru dokázat z výchozích zákonů (principů, axiomů).

### Postuláty
Obvykle se uvádějí ve tvaru
1: Libovolný izolovaný systém po uplynutí určité doby dospěje do rovnovážného stavu, který není nikdy spontánně narušen.
2: Stav systému v rovnováze je jednoznačně určen souborem všech vnějších parametrů a jediným parametrem vnitřním.

### Zákony neboli principy
Nultý zákon (očíslován takto dodatečně, po formulaci prvních dvou zákonů) postuluje tranzitivnost vzájemné tepelné rovnováhy. První zákon vyjadřuje zákon zachování energie, druhý zákon říká, že teplo se nemůže samovolně předávat z chladnějšího tělesa teplejšímu, a třetí zákon se týká chování látek v blízkosti absolutní termodynamické nuly.

#### Nultý termodynamický zákon
Stav vzájemné tepelné rovnováhy je vlastností tranzitivní. Pokud je těleso A v rovnovážném stavu s tělesem B a těleso B je v rovnovážném stavu s tělesem C, pak těleso A je v rovnovážném stavu s tělesem C.
Vzájemná tepelná rovnováha je dále reflexivní (systém je v rovnováze sám se sebou) a symetrická (je-li A v rovnováze s B, je i B v rovnováze s A), jde tedy o relaci ekvivalence. Každé třídě ekvivalence pak můžeme přiřadit určitou empirickou teplotu. Zákon tak lze také formulovat následovně:
Teplota ve všech systémech s tepelně vodivými stěnami, jež jsou spolu v rovnováze, je stejná.

#### První termodynamický zákon
Energii {\displaystyle U} soustavy lze změnit jen výměnou tepla {\displaystyle Q}, práce {\displaystyle W} nebo chemické práce {\displaystyle W_{\rm {ch}}} (v jakékoli kombinaci) s okolím:
{\displaystyle \Delta U=Q+W+W_{\rm {ch}}}.
Tento zákon je nyní pojímán jako speciální formulaci obecného zákona zachování energie v uzavřeném systému s možností konání práce a výměny tepla, která definuje stavovou funkci – vnitřní energii {\displaystyle U}, jenž je vlastností daného stavu uzavřeného systému závislou na fyzikálních veličinách práce a teplo.
Jeho historickým významem bylo vyvrácení fluidové teorie tepla zjištěním, že "teplo" není samostatné fluidum, ale energie přenesená jistým způsobem. To však též umožňuje užívat i nadále pojem i termín teplo, ale v přesně vymezených situacích (kdy se nekoná práce).

#### Druhý termodynamický zákon
Tento zákon axiomaticky zavádí stavovou funkci {\displaystyle S} zvanou entropie, pro jejíž diferenciál platí {\displaystyle {\rm {d}}S=\delta Q/T\geq 0} , kde rovnost nastává pouze pro vratné děje, nerovnost pro děje nevratné.
Historické formulace neobsahují výslovně termín entropie, ale formulují omezení na cyklické procesy. Jsou ekvivalentní požadavku na existenci stavové funkce entropie:
Nelze cyklicky přenášet teplo z chladnějšího tělesa, aniž se při tom změní jisté množství práce na teplo (Clausius, 1850);
Nelze cyklicky odnímat jednomu tělesu teplo a měnit je v kladnou práci, aniž přitom přejde jisté množství tepla z tělesa teplejšího na chladnější (Thomson, 1851);
Nelze cyklicky získat práci jen tím, že by se jedna lázeň ochlazovala pod teplotu nižší, než je teplota nejchladnějšího místa v okolí, (též Thomson, 1851).

#### Třetí termodynamický zákon
Historické formulace se týkají praktické nedosažitelnosti absolutní termodynamické teploty 0 K ("absolutní nuly").
Např. Nernst v různých formulacích (1906-1912) konstatuje, že
Teplotu {\displaystyle T=0~{\rm {K}}} nelze dosáhnout konečným počtem kroků.
Moderní formulace užívají entropii:
Entropie každé ideálně krystalické a dokonale čisté látky je rovna nule při teplotě 0 K. (Planck, 1930)
Elegantní formulace Falkova se těmto praktickým omezením vyhne:
Energie a entropie libovolného fyzikálního systému mají každá odděleně svou nejmenší hodnotu, kterou lze normovat k nule. Je-li energie minimální, je i entropie minimální (Falk, 1959).

## Členění termodynamiky

### Rovnovážná a nerovnovážná termodynamika
Jedním z možných členění oborů termodynamiky je pohled dle rovnováhy studovaného systému. Rovnovážná termodynamika se zabývá studiem termodynamických systémů blízko rovnovážného stavu. Nerovnovážná termodynamika se naopak zabývá studiem termodynamických systémů v nerovnovážném stavu a lze jí dále členit na lineární a nelineární, kdy lineární nerovnovážná termodynamika se zabývá studiem systémů dostatečně blízko rovnovážného stavu, kdy je možné považovat závislost zobecněných termodynamických toků na zobecněných silách ještě za lineární. Nelineární nerovnovážná termodynamika studuje stavy systému vzdáleného od termodynamické rovnováhy.

### Volba měřítka
Klasická termodynamika studuje systémy z makroskopického hlediska. Oproti tomu statistická termodynamika bere v potaz obrovské soubory částic, z nichž je složen typický termodynamický systém, jehož vlastnosti popisuje statistickými metodami tak, že umožňuje nalézt vztahy mezi vlastnostmi zúčastněných částic a makroskopickými projevy systému – termodynamickými funkcemi. Při známých vlastnostech molekul (např. délky vazeb, hmotnost, stavba molekuly a charakteristiky mezimolekulárních sil), lze provést výpočet všech termodynamických funkcí daného systému bez další potřeby přímých experimentálních dat.

## Aplikace termodynamiky
Téměř všechny činnosti a procesy v přírodě zahrnují interakce mezi hmotou a energií. Aplikace základních termodynamických principů má proto velký význam v mnoha technických a vědeckých oborech, ať už jde o lidské tělo, jaderné elektrárny či proudové motory, vše se musí řídit zákony termodynamiky. Následující text stručně popisuje některé oblasti aplikované termodynamiky.

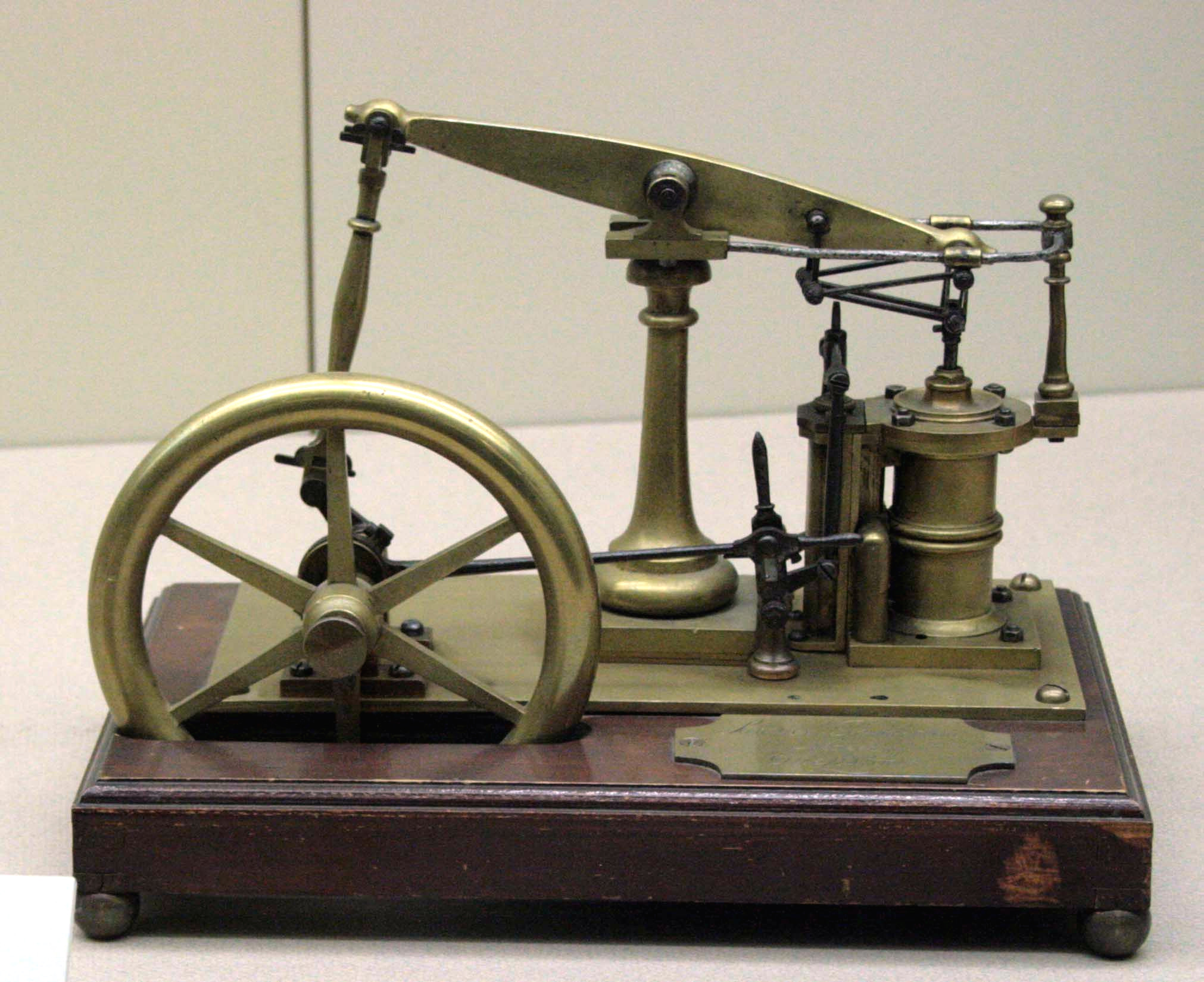
Model motoru představující Wattovo dvojčinné paralelní propojení postavený Samuelem Pembertonem mezi 1880–1890. Zdá se, že neužívá Wattova výparníku.

- Inspirací termodynamiky byla zejména oblast problémů spjatých s tepelnými stroji. Primitivní parní stroje a turbíny vznikaly do značné míry náhodným experimentováním, prakticky využitelný stroj stvořil až James Watt. Zrod vědního oboru termodynamiky akceleroval vývoj technicky dokonalých parních strojů (druhá polovina 19. stol.) např. parní turbíny přetlakové (Charles Algernon Parsons) a akční (Gustaf de Laval).[3] V téže době vznikly i spalovací motory zážehové (Nikolaus Otto) či vznětové (Rudolf Diesel) a v neposlední řadě reaktivní motory, zejména raketové (Hermann Oberth, Wernher von Braun, Robert Esnault-Pelterie). Zdokonalení těchto strojů bylo možné jen se znalostí termodynamických pracovních cyklů, výpočtů účinnosti a dalších termodynamických parametrů.[3] Konečně nelze pominout ani využití termodynamických principů v chladicích strojích.
- V biotechnologických oborech, lékařských vědách a molekulární biologii lze s využitím principů klasické a statistické termodynamiky popsat vše od orgánů jako je srdce až po jednotlivé enzymy a bílkoviny. Pomocí termodynamických principů lze pochopit molekulární mechanismy celé řady biologických funkcí, jako je enzymatická katalýza, buněčná signalizace, buněčné dýchání či fotosyntéza.
- V meteorologii lze se znalostí termodynamiky atmosféry, přenosu tepla a mechaniky tekutin popsat a předvídat různé typy projevů počasí. Významným příkladem aplikace je předpověď bouřek a tropických cyklón. Tropický cyklón může být modelován jako tepelný motor poháněný atmosférickými teplotními rozdíly. Teplý vlhký vzduch stoupá vzhůru, kde se kondenzuje, což vede k velkému množství latentního tepla, které se uvolní a může být přeměněno na kinetickou energii bouře.